# Aina Larsson
Aina Lilly Larsson, född 20 april 1935 i Mellösa församling i Södermanland, död 19 maj 2022 i Katrineholm, var en svensk målare och grafiker. 
Larsson studerade på Konstfackskolan i Stockholm 1952–1956, och bosatte sig efter studierna i Grekland. Efter ett tiotal år flyttade hon till Stockholm. Hon hade separatutställningar i Grekland, Portugal, Thailand, Finland och Bornholm, samt i Göteborg, Stockholm och många andra platser i Sverige. Hon deltog också i grupputställningar på Kulturhuset i Stockholm, Teckningsmuseet i Laholm, Sörmlandssalongen, Baan Kata Art Festival i Phuket, Thailand samt upprepade gånger vid Vårsalongen på Liljevalchs konsthall i Stockholm. Hennes konst består av akvareller i stora format samt färglitografier. Motiven hämtade hon från människor, landskap och miljöer, bland annat från Sverige och den grekiska övärlden, samt från resor till Madeira, Thailand och andra platser. Hon målade även figurkompositioner och stilleben. Hon publicerade dessutom flera böcker med egna illustrationer. 
Larsson är representerad bland annat vid Teckningsmuseet i Laholm, Moderna konstmuseet i Funchal, Portugal, Rhodos stadshus i Grekland, Kiruna stadshus, biblioteket i Söndrum, läkarhuset i Vällingby, Vårdcentralen Ringen i Stockholm, Statens konstråd och i Gustaf VI Adolfs samling.
Larsson var medlem i Föreningen Svenska Konstnärinnor (FSK).